# Seneca, South Carolina
Seneca är en stad i Oconee County i South Carolina. Enligt 2010 års folkräkning hade Seneca 8 102 invånare.

## Kända personer från Seneca
- John Edwards, politiker